# 赵欢
赵欢（1963年12月—），湖北蕲春人，中华人民共和国政治人物。

## 生平
1986年，西安交通大学管理工程专业大学本科毕业。2001年3月至2003年5月，任中国建设银行公司业务部副总经理。2003年7月至2004年4月，任中国建设银行厦门市分行副行长。2004年4月至2006年6月，任中国建设银行公司业务部副总经理；2006年6月至2007年7月，任中国建设银行股份有限公司公司业务部总经理。2007年9月，任中国建设银行上海市分行行长。2011年3月25日，担任中国建设银行副行长。2014年1月-2016年1月，任中国光大集团党委委员、光大银行行长。2016年1月21日，担任中国农业银行行长。2017年10月，中国共产党第十九次全国代表大会上当选中国共产党第十九届中央委员会候补委员。2018年3月21日，任中华人民共和国文化和旅游部副部长、党组成员。2018年9月27日担任国家开发银行党委书记，并提名出任董事长。